# Rally de Ourense de 2017
El Rally de Ourense de 2017 fue la 50.ª edición y la cuarta ronda de la temporada 2017 del Campeonato de España de Rally. Se celebró del 10 al 11 de junio y contó con un itinerario de 10 tramos que sumaban un total de 213,94 km cronometrados. Fue también la segunda cita de la Copa Suzuki, Copa Dacia Sandero y la tercera de la European Clio R3T.
Cristian García, líder del certamen dominó con su Ford Fiesta R5 la prueba de principio a fin marcando el mejor tiempo en seis tramos liderando la prueba en todo momento. José Antonio Suárez (Peugeot 208 T16) que marchaba pudo arrebatarle el mejor tiempo en tres tramos incluidos el TC+ que le otorgaba 3 puntos extra. A pesar de eso Suárez se salió en el noveno tramo, viéndose obligado a abandonar y provocó la neutralización de la especial. Iván Ares que sufrió problemas mecánicos en su Hyundai y además fue penalizado con veinte segundos terminó en la segunda plaza. Mucho más distanciado y opcupando la tercera plaza del podio acabó Marcos Burgo con un Škoda Fabia R5. La cuarta plaza fue para Surhayen Pernía que se quejó de la falta de ritmo de su Hyundai i20 R5. Además de Suárez destacaron también los abandonos de Joan Vinyes, por accidente en el shakedown y el de Sergio Vallejo por avería mecánica.

## Itinerario
| Día   | Tramo          | Nombre          | Distancia | Hora                     | Ganador                  | Tiempo  | Líder                    |
| Día 1 |                |                 |           |                          |                          |         |                          |
| ----- | -------------- | --------------- | --------- | ------------------------ | ------------------------ | ------- | ------------------------ |
| Día 1 | TC1            | A Peroxa        | 29,18 km  | 19:05                    | Cristian García Martínez | 19:00.8 | Cristian García Martínez |
| Día 1 | TC2            | Toén-Castrelo   | 15,00 km  | 20:10                    | Cristian García Martínez | 8:48.8  | Cristian García Martínez |
| Día 1 | TC3            | A Peroxa 2      | 29,18 km  | 22:10                    | Cristian García Martínez | 18:56.4 | Cristian García Martínez |
| Día 1 | TC4            | Toén-Castrelo 2 | 15,00 km  | 23:15                    | José Antonio Suárez      | 8:56.1  | Cristian García Martínez |
| Día 2 |                |                 |           |                          |                          |         | Cristian García Martínez |
| TC5   | Esgos          | 15,42 km        | 10:25     | Cristian García Martínez | 9:17.4                   |         | Cristian García Martínez |
| TC6   | Cañón do Sil   | 32 km           | 11:20     | Cristian García Martínez | 19:20.3                  |         | Cristian García Martínez |
| TC7   | Melias         | 15:37 km        | 12:30     | José Antonio Suárez      | 8:52.3                   |         | Cristian García Martínez |
| TC8   | Esgos 2        | 15,42 km        | 14:55     | José Antonio Suárez      | 9:20.1                   |         | Cristian García Martínez |
| TC9   | Cañón do Sil 2 | 32 km           | 15:50     | Cristian García Martínez | 19:28.2                  |         | Cristian García Martínez |
| TC10  | Melias 2       | 15,37 km        | 17:00     | Iván Ares                | 8:56.2                   |         | Cristian García Martínez |

## Clasificación final
| Pos. | Piloto                   | Copiloto               | Automóvil              | Tiempo    | Diferencia |
| ---- | ------------------------ | ---------------------- | ---------------------- | --------- | ---------- |
| 1.   | Cristian García Martínez | Rebeca Liso            | Ford Fiesta R5         | 2:11:04.7 | 0.0        |
| 2.   | Iván Ares                | José Antonio Pintor    | Hyundai i20 R5         | 2:12:04.5 | +59.8      |
| 3.   | Pedro Burgo              | Marcos Burgo           | Škoda Fabia R5         | 2:14:28.6 | +3:23.9    |
| 4.   | Surhayen Pernía          | Carlos Del Barrio      | Hyundai i20 R5         | 2:14:36.6 | +3:31.9    |
| 5.   | Iago Silva Domínguez     | Diego Grande Varela    | Porsche 997 GT3 RS 3.6 | 2:19:19.5 | +8:14.8    |
| 6.   | Miguel "Miúdo" Paredes   | Alex Cid               | Porsche 997 GT3 RS 3.8 | 2:21:18.5 | +10:13.8   |
| 7.   | Adrián Díaz Pérez        | Andrea Lamas           | Suzuki Swift S1600     | 2:21:23.8 | +10:19.1   |
| 8.   | Álvaro Muñiz             | Antonio Solórzano      | Abarth 124 Rally RGT   | 2:22:10.5 | +11:05.8   |
| 9.   | Gorka Antxustegui        | Alberto Iglesias       | Suzuki Swift R+        | 2:26:07.6 | +15:02.9   |
| 10.  | Javier Pardo Siota       | Adrián Pérez Fernández | Peugeot 208 R2         | 2:28:35.5 | +17:30.8   |